# John Smith's Brewery
John Smith's är ett engelskt bryggeri, som grundades 1758 av Backhouse & Hartley i Tadcaster i North Yorkshire, England. John Smith köpte bryggeriet år 1847. John Smith's är det sjätte bästsäljande ölmärket i Storbritannien, och det nationellt bästsäljande alemärket. Bryggeriet ägs idag av Heineken.